# Marie Brantôme
Marie Brantôme née Chantal Villepontoux (épouse de Mirbeck) le 21 septembre 1940 à Versailles et morte le 14 août 2018 à Bry-sur-Marne, est  une écrivaine et scénariste française.

## Biographie
Elle est l'auteure de nombreux ouvrages. Son livre Avec tout ce qu'on a fait pour toi (1995) a reçu le Grand Prix S.G.D.L. du livre jeunesse et le Prix Sorcières Roman en 1996.
Elle a vécu plusieurs années aux États-Unis et a voyagé à travers toute l'Asie.[réf. nécessaire]

## Liste des ouvrages
- Ta photo dans le journal.
- Le jardin de casque d'or.
- l'Infante de Velasquez.
- La hors-venue.
- Le galant exil du marquis de Boufflers.
- Mandrin, bandit des lumières.
- Sans honte et sans regret.
- Avec tout ce qu'on a fait pour toi (1995).

La plupart de ses ouvrages sont aux éditions du Seuil.